# ピーター・ポール&マリー
ピーター・ポール＆マリー（Peter, Paul and Mary）は、1960年代アメリカのフォークグループの一つ。ピーター・ヤーロウ（Peter Yarrow、1938年5月31日 - 2025年1月7日）、ノエル・ポール・ストゥーキー（Noel Paul Stookey、1937年12月30日 - ）と マリー・トラヴァース（Mary Travers、1936年11月9日 - 2009年9月16日）のトリオ。60年代にベトナム反戦のメッセージを全世界に送り出した。通称PP&M、またはPPM。

## 歴史

1963年8月28日のワシントン大行進にて

1961年に結成。「背の高いブロンド（トラヴァース）、陽気なやつ（ストゥーキー）、そして見た目の良い気のいいやつ（ヤーロウ）」を揃えた「スーパーグループ」をイメージしたマネージャー、アルバート・グロスマンによって生み出された。結成後、グロスマンはグループを早速、ニューヨークのグリニッジ・ヴィレッジのコーヒーハウス「ビターエンド」に出演させた。ここはフォークソングを聴くには人気の店であった。
1962年4月、「レモン・トゥリー」でデビュー。同年5月、ファーストアルバム『ピーター・ポール&マリー』をリリース。それには、「500マイル」、「レモン・トゥリー」、「花はどこへ行った」、そしてピート・シーガーのヒット曲「天使のハンマー（ハンマーソング）」が含まれていた。アルバムは、ビルボード誌のトップ10に10ヶ月君臨し、トップ100に3年以上にわたり留まった。
1963年2月、新曲「パフ」をリリース。この曲は、ヤーロウと彼の友人でコーネル大学の学生レオナルド・リプトンがもともと1959年に作詞作曲したものである。全米2位を記録。同年6月に発表したボブ・ディランの「風に吹かれて」のカバーも全米2位を記録。
同年8月28日のワシントン大行進では「天使のハンマー」が歌われた。マーティン・ルーサー・キングの演説「私には夢がある」（I Have a Dream）は、この行進の際に行われた。その後長くグループは、アメリカ合衆国の公民権運動やその他の社会的正義を主導する運動の第一線に立ち続けた。
1964年6月に初来日した。

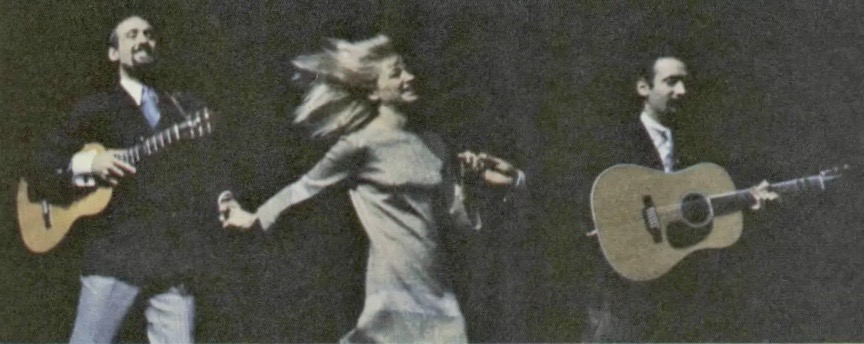
1967年1月の来日公演

1967年1月の来日公演

1967年1月3日から同月17日にかけて、東京、大阪、神戸、京都の各都市で公演した。このうち、16日の新宿厚生年金会館、17日の京都市京都会館の公演を収録したライブ・アルバム『ピーター、ポール＆マリー・イン・ジャパン』を同年5月にリリースした。
同年3月発売のアルバム『Album 1700』において、当時無名だったジョン・デンバーの「悲しみのジェット・プレーン」を取り上げる。同曲は2年後の1969年9月にシングルカットされ、ビルボードのポップ・チャートとイージーリスニング・チャートで共に1位を記録した。
1970年、ソロ活動のために解散。しかしグループとして活動していた当時程の成功を収めることはできなかった。唯一の例外はストゥーキーが1971年に発表した「ウェディング・ソング」である。これはヤーロウが、上院議員ユージーン・マッカーシーの姪メアリーベス・マッカーシーと結婚する際にその結婚式のために作曲されたもので、ビルボードのポップ・チャートで24位、イージーリスニング・チャートで3位を記録した。リリース以後結婚式のスタンダード・ナンバーとなっている。
1978年に彼らは原発反対運動の支援コンサートのために再結成し、一緒にアルバムを製作し、以来一緒にコンサートツアーを行ってきた。彼らは年間40回のコンサートを毎年行ってきた。
1999年、ヴォーカルグループ殿堂入り。
2005年、マリー・トラヴァースが白血病と診断され、その年のコンサートツアーはキャンセルされた。
2007年2月、ノエル・ポール・ストゥーキーが、ソロ活動として北朝鮮による日本人拉致問題の解決（横田めぐみ救出と北朝鮮の譲歩）を願う「Song for Megumi」を発表。5月にも来日し、拉致被害者支援コンサートに参加した。
2009年9月16日、マリー・トラヴァースが、白血病のためコネティカット州ダンベリーの病院で死去。72歳没。
 2025年1月7日、ピーター・ヤーロウが癌で86歳で逝去し、ポール・ストゥーキーがグループ最後のメンバーとなった。

## ディスコグラフィー
- 1962年: Peter, Paul and Mary
- 1963年: Moving
- 1963年: In the Wind
- 1964年: In Concert
- 1965年: A Song Will Rise
- 1965年: See What Tomorrow Brings
- 1966年: The Peter, Paul and Mary Album
- 1967年: Album 1700
- 1967年: In Japan
- 1968年: Late Again
- 1969年: Peter, Paul and Mommy
- 1970年: The Best of Peter, Paul and Mary: Ten Years Together
- 1978年: Reunion
- 1983年: Such Is Love
- 1986年: No Easy Walk To Freedom
- 1988年: A Holiday Celebration
- 1990年: Flowers & Stones
- 1993年: Peter, Paul and Mommy, Too
- 1995年: Once Upon The Time
- 1995年: PPM& (Lifelines)
- 1996年: Lifelines Live
- 1998年: Around the Campfire
- 1998年: The Collection
- 1999年: Songs of Conscience and Concern
- 2000年: Don't Laugh at Me
- 2004年: Carry It On [4-CD, 1-DVD boxed set]
- 2004年: In These Times
- 2005年: The Very Best of Peter, Paul & Mary
- 2005年: Platinum Collection
- 2006年: Weave Me the Sunshine
- 2008年: The Solo Recordings (1971-1972)

## ビデオグラフィ
- 1986年: Peter, Paul & Mary 25th Anniversary Concert
- 1988年: Peter, Paul & Mary Holiday Concert
- 1993年: Peter, Paul & Mommy, Too
- 1996年: Peter, Paul & Mary: Lifelines Live
- 2004年: Peter, Paul & Mary: Carry It On - A Musical Legacy

## 備考
- 「風に吹かれて」はTBS系ドラマ『金曜日の妻たちへ』（第1作・1983年）の主題歌として使われた。他にも「パフ」「ロック天国」「悲惨な戦争」等が同ドラマの挿入歌として使用された。
- 「悲しみのジェット・プレーン」は映画『アルマゲドン』の挿入歌として使われた。
- 「500マイル」は浅田次郎作『天国までの百マイル』でのテーマソング（劇中歌）として使われている。
- ピーター、ポール、マリーのいずれも、キリスト教圏であるアメリカでは多いファーストネームであるとはいえ、キリスト教でも特に知られた聖人3名、ペトロ（ペテロ）、パウロ、マリアに由来する名をグループ名にしているのは、特にポール（本名ノエル・ポール・ストゥーキーの「ノエル」はクリスマスの意味）がキリスト教信仰の活動をしているだけに意味深いものがある。